# سيمون فورمان
سيمون فورمان (بالإنجليزية: Simon Furman)‏ هو رسام كارتون بريطاني، ولد في 22 مارس 1961.